# Syagrus weddelliana
Espèce
Synonymes
- Cocos weddelliana H.Wendl
- Lytocaryum weddellianum (H.Wendl.) Toledo
- Microcoelum weddellianum (H.Wendl.) H.E.Moore
- Glaziova elegantissima H.Wendl.
- Cocos elegantissima (H.Wendl.) Schaedtler
- Glaziova martiana Glaz. ex Drude
- Calappa elegantina Kuntze
- Microcoelum martianum (Glaz. ex Drude) Burret & Potztal

Syagrus weddelliana, en français cocotier miniature ou de Palmier de Weddell, est une espèce de plantes à fleurs de la famille des Arecacées. C'est un palmier-plume (à feuilles pennées). Il est étroitement apparenté au cocotier, mais il est beaucoup plus petit et plus tolérant au froid, avec des températures descendant aux environs de -5, -4 °C. Ce palmier peut être cultivé avec succès dans les zones de rusticité 9b à 10a. Il est de petite taille, de 1,5 à 2 mètres. Dans de rares cas, ce végétal peut atteindre un peu plus de 3 mètres, avec un diamètre de tronc d'environ 4 à 5 cm. Après la floraison, il produit de petits fruits comestibles qui ressemblent aux noix de coco et en ont le goût. Il a été rapporté que l'huile extraite de ces noix était importante dans le commerce local. Ce palmier doit être cultivé dans un sol bien drainé, constamment humide, mais non détrempé, car cela peut entraîner une pourriture mortelle des racines. 
Ce palmier est originaire de l’État de Rio de Janeiro, au sud-est du Brésil,. Il pousse naturellement dans les forêts tropicales de la région. C'est un palmier d'altitude moyenne, poussant entre 50 m et 800 m. Il prospère dans l'ombre humide des forêts tropicales brésiliennes. À l'origine, ce palmier appartenait au même genre que le cocotier, sous le nom de Cocos weddelliana, avant de passer au genre Syagrus, et enfin, en 2005, à son propre genre, Lytocaryum. 
Sur la base de preuves morphologiques et moléculaires, Larry Noblick et Alan Meerow ont absorbé Lytocaryum dans le genre Syagrus en 2015 ,.